# Affiene transformatie
Een affiene transformatie is een bijectieve transformatie van de affiene meetkunde, waarbij de meetkundige structuur hetzelfde blijft: punten blijven punten, lijnen blijven rechten, vlakken blijven vlakken en evenwijdige lijnen blijven evenwijdig.
De affiene groep is de groep van affiene transformaties. Ze zijn van de vorm {\displaystyle T(x)=Ax+b}, met {\displaystyle A} inverteerbaar.
Als {\displaystyle x_{1},x_{2},\ldots ,x_{n}} de coördinaten zijn van een punt {\displaystyle x} in de {\displaystyle n}-dimensionale affiene meetkunde, worden de coördinaten van het beeld {\displaystyle T(x)} onder een affiene transformatie {\displaystyle T} bepaald door:
{\displaystyle {\begin{pmatrix}a_{11}&a_{12}&\cdots &a_{1n}\\a_{21}&a_{22}&\cdots &a_{2n}\\\vdots &\vdots &\ddots &\vdots \\a_{n1}&a_{n2}&\cdots &a_{nn}\\\end{pmatrix}}{\begin{pmatrix}x_{1}\\x_{2}\\\vdots \\x_{n}\end{pmatrix}}+{\begin{pmatrix}b_{1}\\b_{2}\\\vdots \\b_{n}\end{pmatrix}}},
waarin {\displaystyle A=(a_{ij})} de matrix is van een lineaire afbeelding van de ruimte en {\displaystyle b_{1},b_{2},\ldots ,b_{n}} de coördinaten zijn van een translatievector {\displaystyle b}. 
Als de matrix {\displaystyle A} de eenheidsmatrix is, spreekt men van een translatie. Als {\displaystyle A} een veelvoud is van de eenheidsmatrix, spreekt men van een vermenigvuldiging. De translaties en vermenigvuldigingen vormen een groep, namelijk die van de dilataties.